# Oksana Jakowyszyn
Oksana Wasyliwna Jakowyszyn, ukr. Оксана Василівна Яковишин (ur. 20 marca 1993, we wsi Bratkowce, w obwodzie iwanofrankiwskim, Ukraina) – ukraińska piłkarka, grająca na pozycji napastnika, reprezentantka Ukrainy, w której zadebiutowała 23 sierpnia 2009 w meczu przeciwko Holandii (spotkaniu grupowym Mistrzostw Europy 2009). Karierę zawodową rozpoczęła w wieku 15 lat w Naftochimiku Kałusz.